# Ginsheim-Gustavsburg
Ginsheim-Gustavsburg település Németországban, Hessen tartományban. Lakosainak száma 17 143 fő (2023. december 31.).

## Népesség
A település népességének változása:
| Lakosok száma | 16 480 | 16 807 | 16 761 | 16 960 | 17 143 |
|               | 2017   | 2019   | 2021   | 2022   | 2023   |